# 快答!50面SHOW
『快答!50面SHOW』（かいとう!ごじゅうめんショー）は、TBSテレビの制作で不定期に放送されるクイズバラエティ番組。番組タイトルの「50面」とは、50面（縦5面×横10面）で構成される映像をクイズへ使用することに由来する。
2020年7月に『土曜☆ブレイク』枠で第1弾、2021年6月20日から7月25日までレギュラー番組として『日曜グランプリ』枠（いずれも関東ローカル）で6回にわたって放送。その後、2021年9月14日にはTBSテレビ系列の特別番組としてゴールデンタイムでの全国放送された（詳細な日程は#放送日程節を参照）。

## ルール
特定のテーマに関してリモート（または街頭ロケ）方式で（著名人を含む）50名に実施したアンケートを基に、2チームによる対抗戦方式で全員の回答内容を予想させるクイズ。アンケートへの回答者1名につき、少なくとも1ポイント（放送上の呼称は「面」）を設定している。
回答内容の予想を的中させた場合には、該当する回答を寄せた人数分の「面」が所属チームに加算（回答者が6名の場合には「6面」）。回答者がリモート中継で登場する場合には、一部の回答者の映像に「ヒントマーク」を付けていて、クイズの解答者がその回答者とのやり取りを通じてヒントを訊き出すことを認めている。逆に、予想が的中しなかった場合には、「0面」（不正解）扱いで解答権が相手のチームに移る。
クイズへ参加するチームには、ゲストを含めて複数の解答者（『日曜グランプリ』枠でのレギュラー版のみ1チームにつき3名、他の時期の放送では5名）を配置。第1弾（『土曜☆ブレイク』枠の放送分）では、濱家隆一（かまいたち）率いる「濱家チーム」と、長嶋一茂率いる「一茂チーム」を対戦させていた。第2弾（全国ネットにおける2021年2月19日の第1回放送）以降は、「濱家チーム」と山内健司（かまいたち）率いる「山内チーム」による対抗戦へ移行している。
なお、レギュラー版以降の放送で出題されるクイズには、1名しか回答しなかった「レア解答」を少なくとも1つ設定。「レア解答」を的中させた場合には、そのクイズで最も多い回答を寄せた人（多数派）と同じ数の「面」（多数派が13名の場合には「13面」）を一挙に獲得できるようになった。実際には獲得した「面」の総数で勝敗を決めるため、「レア解答」が設定されてからは、チームの予想と同じ回答を寄せた人の総数が相手チームの予想を上回るだけで勝利するとは限らなくなっている。

## 出演者
MC
- 加藤浩次

アシスタント
- 日比麻音子（TBSテレビアナウンサー）

レギュラー解答者
- 濱家隆一（かまいたち、第1弾から「濱家チーム」のリーダーとして出演）
- 山内健司（かまいたち）
  - 第1弾では長嶋一茂が「一茂チーム」のリーダーとして出演していたが、山内も「濱家チーム」のメンバーとしてクイズに参加していた[3]。第2弾から「山内チーム」のリーダーへ就任。

ナレーター
- 花江夏樹
  - 第3弾（2021年9月14日放送分の全国ネット版第2回）では、ナレーションに加えて、「人気声優50名が選ぶ『声の出し方がスゴい職業』」というクイズ向けのアンケートに回答。このクイズでは、50面映像の1つの面に登場したほか、声優として名を成す前にアルバイトで就いていた職業について語る映像も放送された[2]。

## 放送日程

### スペシャル版（特別番組）
| 回 | 放送日        | 放送時間（JST）    | 出演者 | 放送枠        | 備考                                           |
| -- | ------------- | ------------------ | ------ | ------------- | ---------------------------------------------- |
| 1  | 2020年7月25日 | 土曜 14:00 - 14:54 |        | 土曜☆ブレイク |                                                |
| 2  | 2021年2月19日 | 金曜 19:00 - 20:57 |        | （なし）      | 初のゴールデンタイム・全国ネット放送 2時間番組 |
| 3  | 2021年9月14日 | 火曜 19:00 - 20:57 |        | （なし）      | ゴールデンタイム・全国ネット放送 2時間番組     |

### レギュラー版
| 放送期間   | 放送期間 | 放送時間（JST）    | 放送枠         | 備考                                                      |
| ---------- | -------- | ------------------ | -------------- | --------------------------------------------------------- |
| 2021.06.20 | 07.25    | 日曜 13:30 - 13:57 | 日曜グランプリ | 初回のみ、放送時間を30分拡大（13:00 - 13:57）の上で放送。 |

## ネット局
| 放送対象地域 | 放送局                | 系列    | 放送期間                | 放送時間                    | ネット状況 | 備考   |
| ------------ | --------------------- | ------- | ----------------------- | --------------------------- | ---------- | ------ |
| 関東広域圏   | TBSテレビ（TBS）      | TBS系列 | 2021年6月20日 - 7月25日 | 日曜 13:30 - 13:57          | 制作局     | 制作局 |
| 宮城県       | 東北放送（TBC）       | TBS系列 | 2021年6月20日 - 7月25日 | 日曜 13:30 - 13:57          | 同時ネット |        |
| 福島県       | テレビユー福島（TUF） | TBS系列 | 2021年6月20日 - 7月25日 | 日曜 13:30 - 13:57          | 同時ネット |        |
| 愛媛県       | あいテレビ（itv）     | TBS系列 | 2021年6月20日 - 7月25日 | 日曜 13:30 - 13:57          | 同時ネット |        |
| 福岡県       | RKB毎日放送（RKB）    | TBS系列 | 2021年7月23日 - 8月27日 | 土曜（日曜深夜）0:50 - 1:25 | 遅れネット | [ 6 ]  |

## スタッフ

### 特番
2021年2月19日放送分（特番第2弾）
※印の付記されたスタッフは第1弾も担当。
- 構成：加藤淳一郎、西村隆志、塚本翔太
- 技術：FMT
- SW：先崎聡
- CAM：横山大輔
- VE：伴場匡
- 音声：絹山幸広
- 照明：川田敦史
- 美術プロデューサー：羽田一成
- 美術デザイナー：寒友哉
- 美術制作：水落沙羅
- 装置：正代俊明
- 操作：増田圭佑、牧ケ谷純二
- 電飾：住義仁
- アクリル装飾：青木剛
- メカシステム：庄子泰広
- リモートシステム：Live On
- タイトルデザイン：岩澤新平
- CG：橋本徹
- TK：後藤有紀
- メイク：山田かつら
- リサーチ：フルタイム、アーキテクト
- 編集：蒲澤悠太（ヌーベルアージュ）
- MA：船木拓也（ヌーベルアージュ）
- 音効：北澤寛之（リノバティオ）
- 編成：石原隆史
- 宣伝：豊泉真由、林遼二、西後仁和
- 監修：菅原正豊
- AP：平光綾
- 制作進行：守屋美紀
- AD：君塚亮介、小山新太郎、榊俊平、吉村幸一
- FD：新川雅史
- ディレクター：森大介、岡田至功、佐藤裕人、伊藤大佑、山口哲生
- 演出：時﨑豊※、春田英知
- プロデューサー：尾形香代、藤枝祐一郎※
- 制作：ハウフルス、TBS

### レギュラー版
- 編成：石原隆史
- 演出：春田英知
- プロデューサー：尾形香代、藤枝祐一郎、平光綾
- 制作：ハウフルス、TBS